# Yūto Hikida
Yūto Hikida (japanisch 疋田 優人 Hikida Yūto; * 7. April 1998 in der Präfektur Yamaguchi) ist ein japanischer Fußballspieler.

## Karriere
Yūto Hikida erlernte das Fußballspielen in der Schulmannschaft der Hiroshima Minami Highschool sowie in der Universitätsmannschaft der Osaka University of Health and Sport Science. Seinen ersten Vertrag unterschrieb er im Februar 2021 bei Fagiano Okayama. Der Verein aus Okayama, einer Stadt in der Präfektur Okayama, spielte in der zweiten japanischen Liga, der J2 League. Sein Zweitligadebüt gab Yūto Hikida am 11. April 2021 im Auswärtsspiel gegen den Ehime FC. Hier wurde er in der 86. Minute für Kōhei Kiyama eingewechselt. In seiner ersten Profisaison bestritt er zwölf Ligaspiele. Zu Beginn der Saison 2023 wechselte er auf Leihbasis nach Matsuyama zum Drittligisten Ehime FC. Hier bestritt er 18 Ligaspiele. Nach der Saison kehrte er zu Fagiano zurück. Hier wurde sein Vertrag nicht verlängert. Nach kurzer Vereinslosigkeit ging er im Juli 2024 nach Kambodscha. Hier unterschrieb er einen Vertrag beim Erstligisten Boeung Ket Angkor. Nach zwölf Ligaspielen kehrte er im Februar 2025 nach Japan zurück. Hier nahm ihn der Fünftligist FC Baleine Shimonoseki aus Shimonoseki unter Vertrag. Mit dem Verein spielt er in der Chugoku Soccer League.